# 앨비언 (가이아나)
앨비언(영어: Albion)은 가이아나의 도시이다. 인구는 1,475명이다.